# Gare de Flamboin-Gouaix
La gare de Flamboin-Gouaix est une gare ferroviaire française, fermée au trafic voyageurs, de la ligne de Paris-Est à Mulhouse-Ville, située sur le territoire de la commune de Gouaix, dans le département de Seine-et-Marne en région Île-de-France.
Vers la fin des années 1840, la Compagnie du chemin de fer de Montereau à Troyes ouvre le dépôt de Flamboin, qui va prendre de l'ampleur avec la Compagnie des chemins de fer de l'Est avant d'être fermé au profit de celui de Longueville ouvert en 1911.

## Situation ferroviaire
La gare de Flamboin-Gouaix, établie à 59 m d'altitude, est située au point kilométrique (PK) 95,081 de la ligne de Paris-Est à Mulhouse-Ville, entre les gares ouvertes de Longueville et Nogent-sur-Seine. Nœud ferroviaire, elle est également la gare d'origine de la ligne de Flamboin-Gouaix à Montereau.

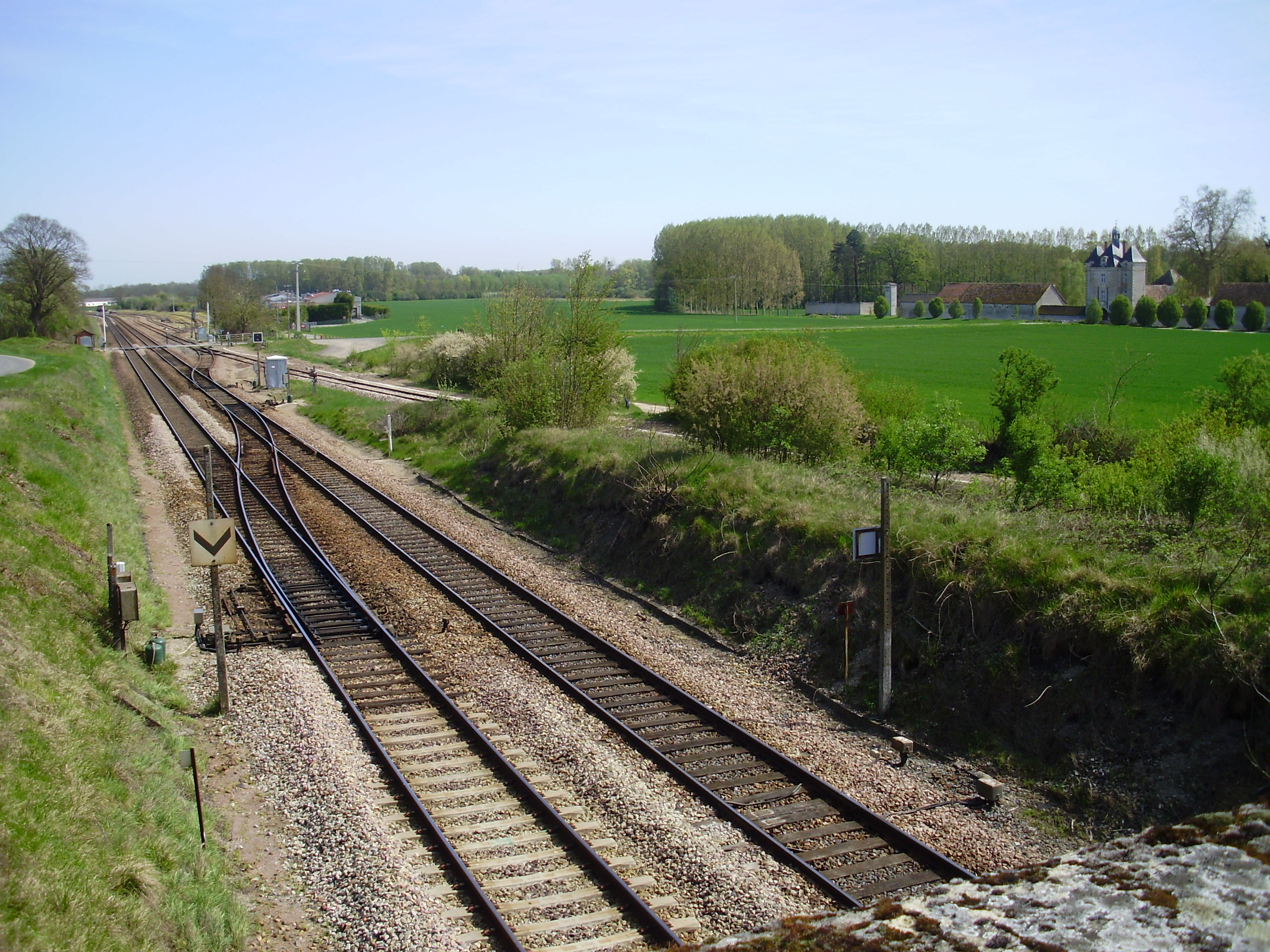
Bifurcation entre la ligne de Paris-Est à Mulhouse-Ville, à gauche, et la ligne de Flamboin-Gouaix à Montereau, à droite.

## Histoire

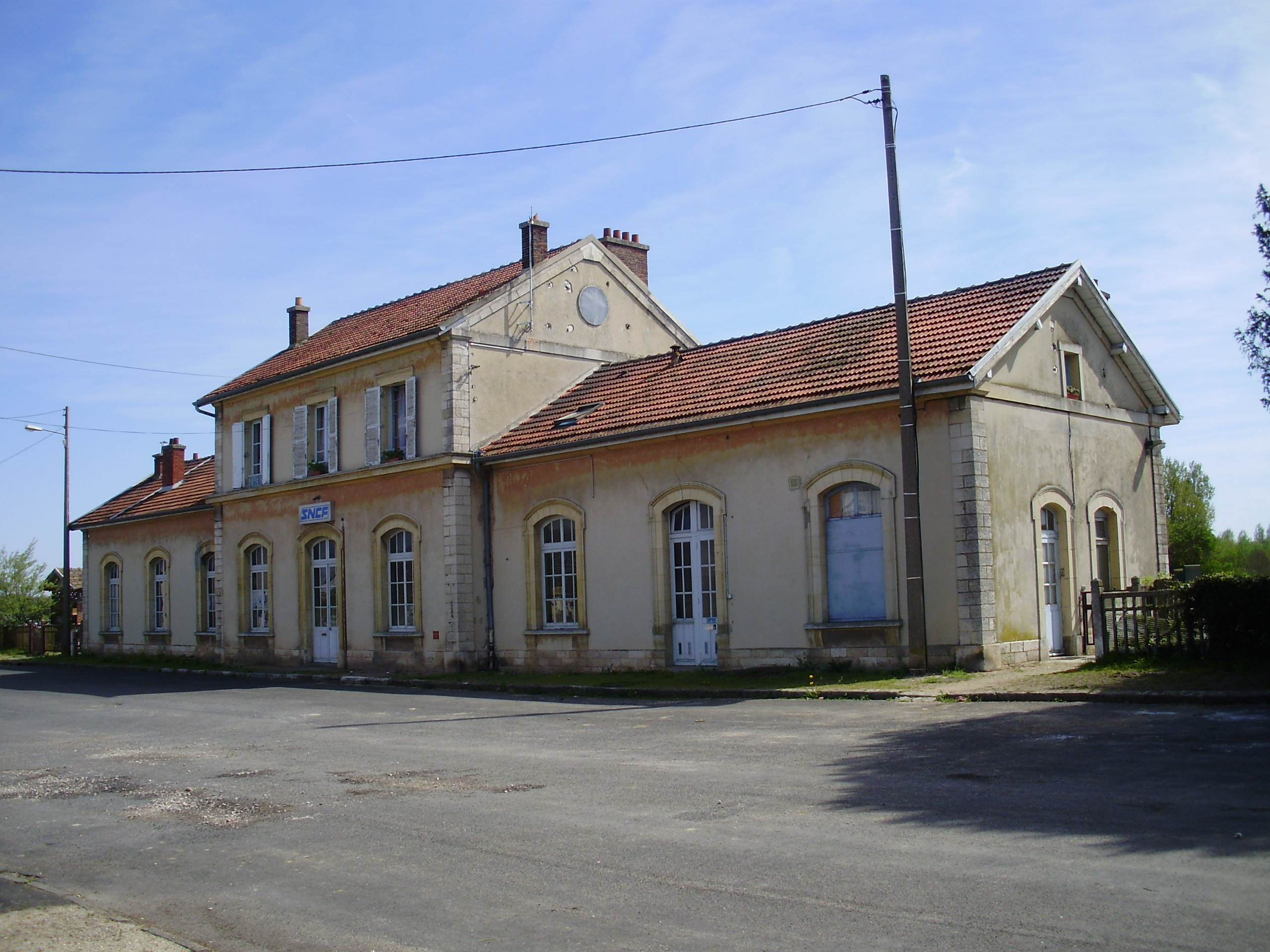
Bâtiment voyageurs fermé, vu de la place de la gare.

La Compagnie du chemin de fer de Montereau à Troyes met en service le 10 avril 1848 sa ligne de chemin de fer de Montereau à Troyes. Il n'y a pas de station à Flamboin mais un dépôt pour l'entretien des locomotives est édifié près du village.
La station de Flamboin est ouverte par la compagnie des chemins de fer de l'Est, qui a pris la suite de la compagnie d'origine, à la fin des années 1850, sans doute après 1858. En 1866, l'annuaire de Seine-et-Marne cite Flamboin comme l'une des stations de la ligne.
Le dépôt de Flamboin est fermé en 1911 au profit de celui de Longueville. Ce n'est qu'en 1930 qu'intervient la destruction de la remise à locomotives.
La SNCF ferme la gare au trafic voyageurs en 1949. Il n'existe plus de quai accessible, celui longeant le bâtiment voyageurs, encore en place mais raccourci en largeur, ne permettant pas une desserte éventuelle dans des conditions normales d'exploitation.

## Service des voyageurs
La gare est fermée aux voyageurs depuis 1949.

## Service des marchandises
La gare est ouverte au transport de fret par train massif et uniquement sur installation terminale embranchée (ITE).

## Réouverture de la ligne vers Montereau
La réouverture de la ligne de Flamboin-Gouaix à Montereau, pour un trafic fret, est effective depuis mi-2011.
L'ouverture totale de la ligne a eu lieu le 8 mai 2011. La vitesse limite a été fixée à 40 km/h sur l'ensemble de la ligne.

## Galerie de photographies

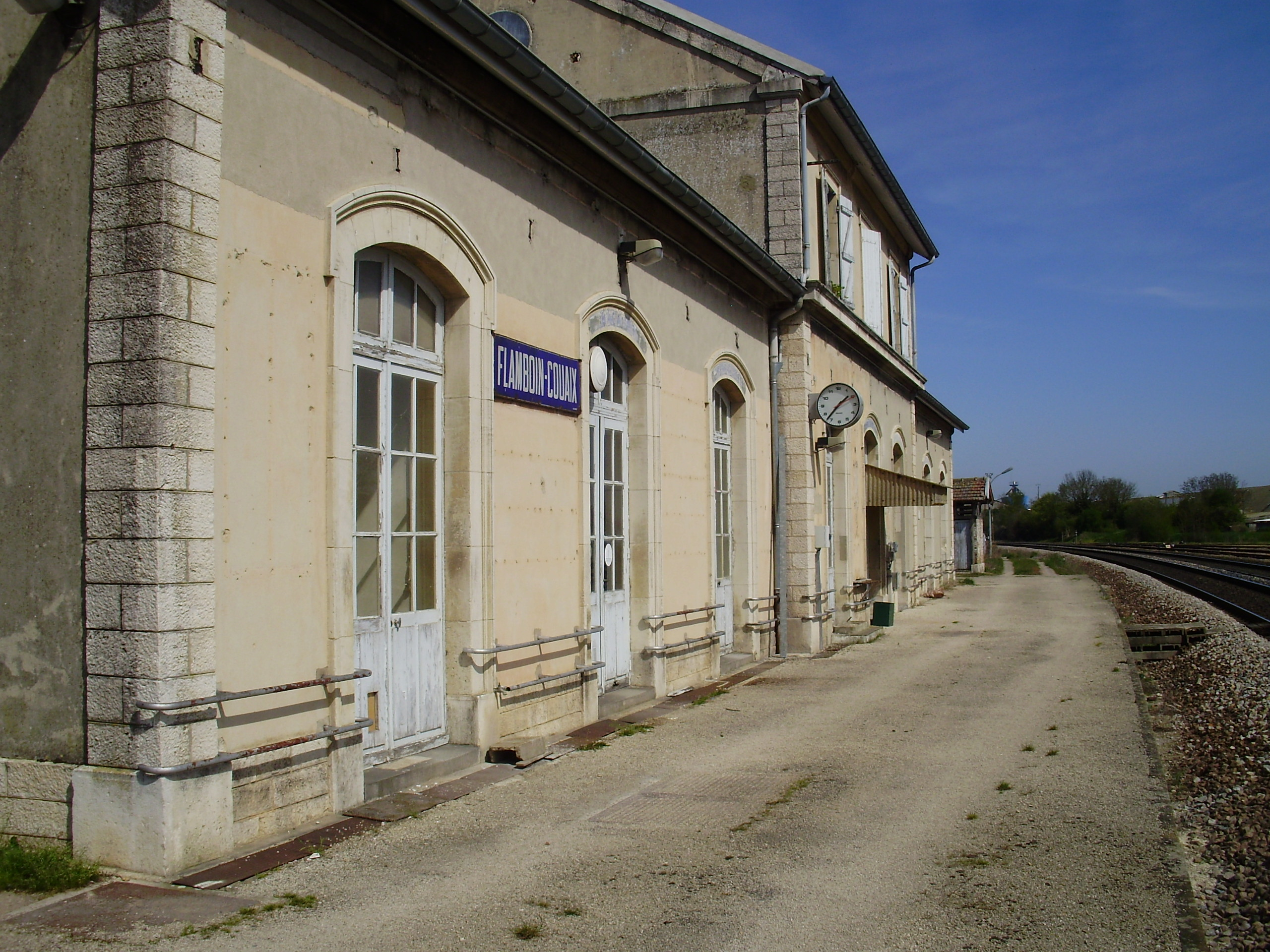
Ancien quai, rétréci en largeur, en regardant vers la gare de Nogent-sur-Seine, à l'est.
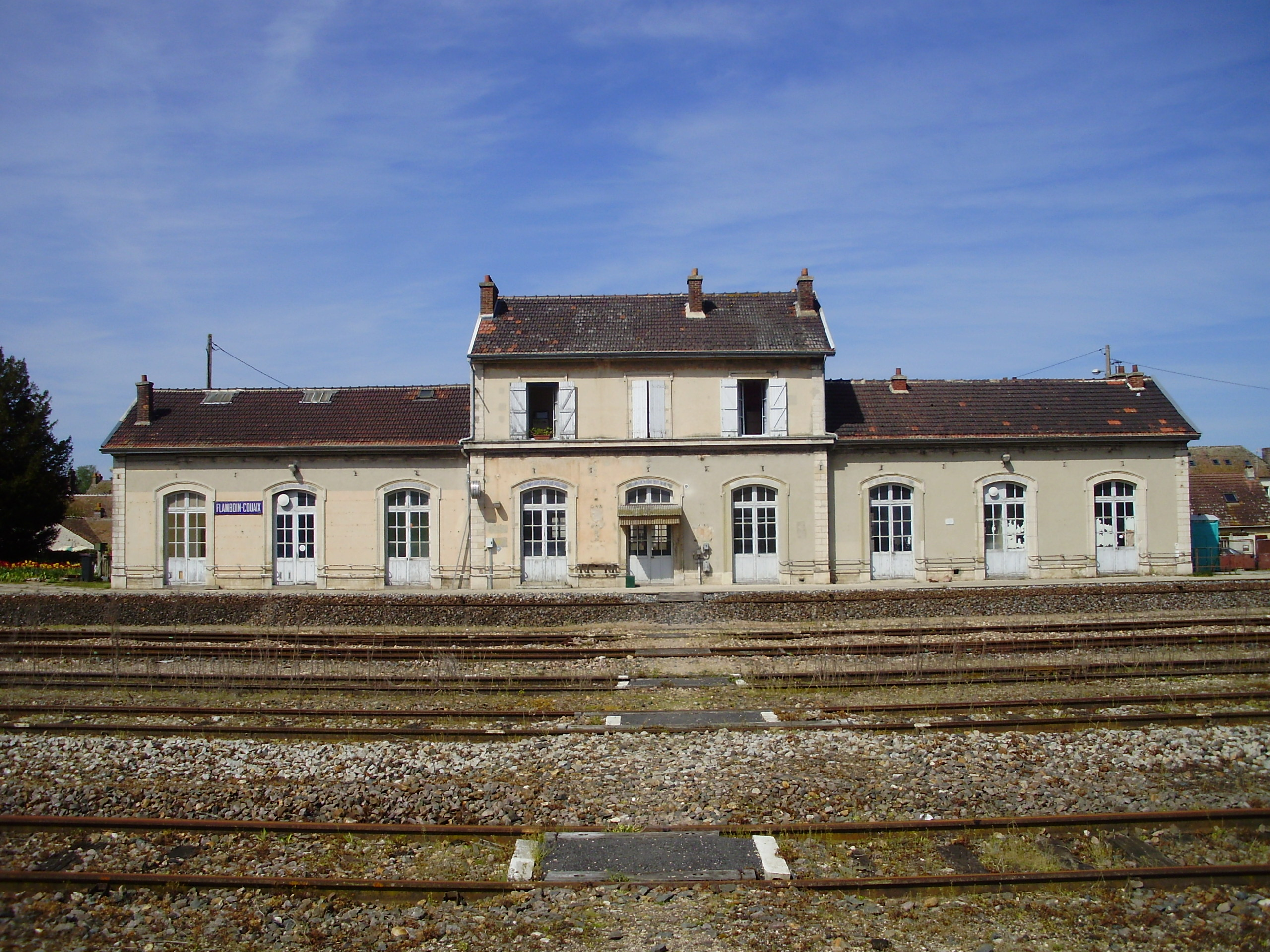
Bâtiment voyageurs fermé, vu du côté sud des voies.
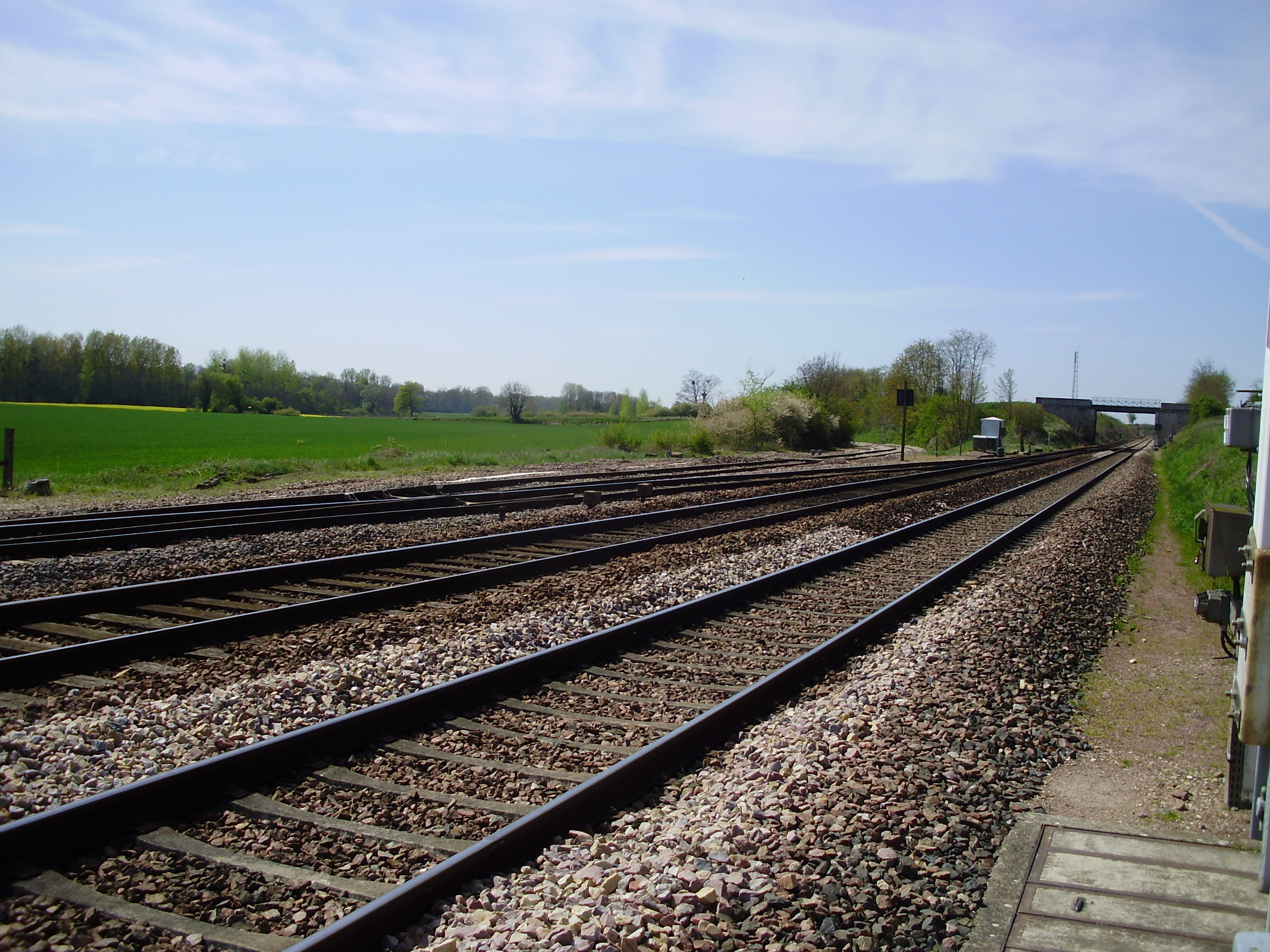
Bifurcation entre la ligne de Flamboin-Gouaix à Montereau, à gauche, et la ligne de Paris-Est à Mulhouse-Ville, à droite, la vue étant vers Paris.